# Province du Nord (Sierra Leone)

La province avant le redécoupage de 2017

La province du Nord est l'une des 5 grandes subdivisions de Sierra Leone. La capitale de la province se situe à Makeni. Avant 2017, le territoire couvrait également la Province du Nord-Ouest.

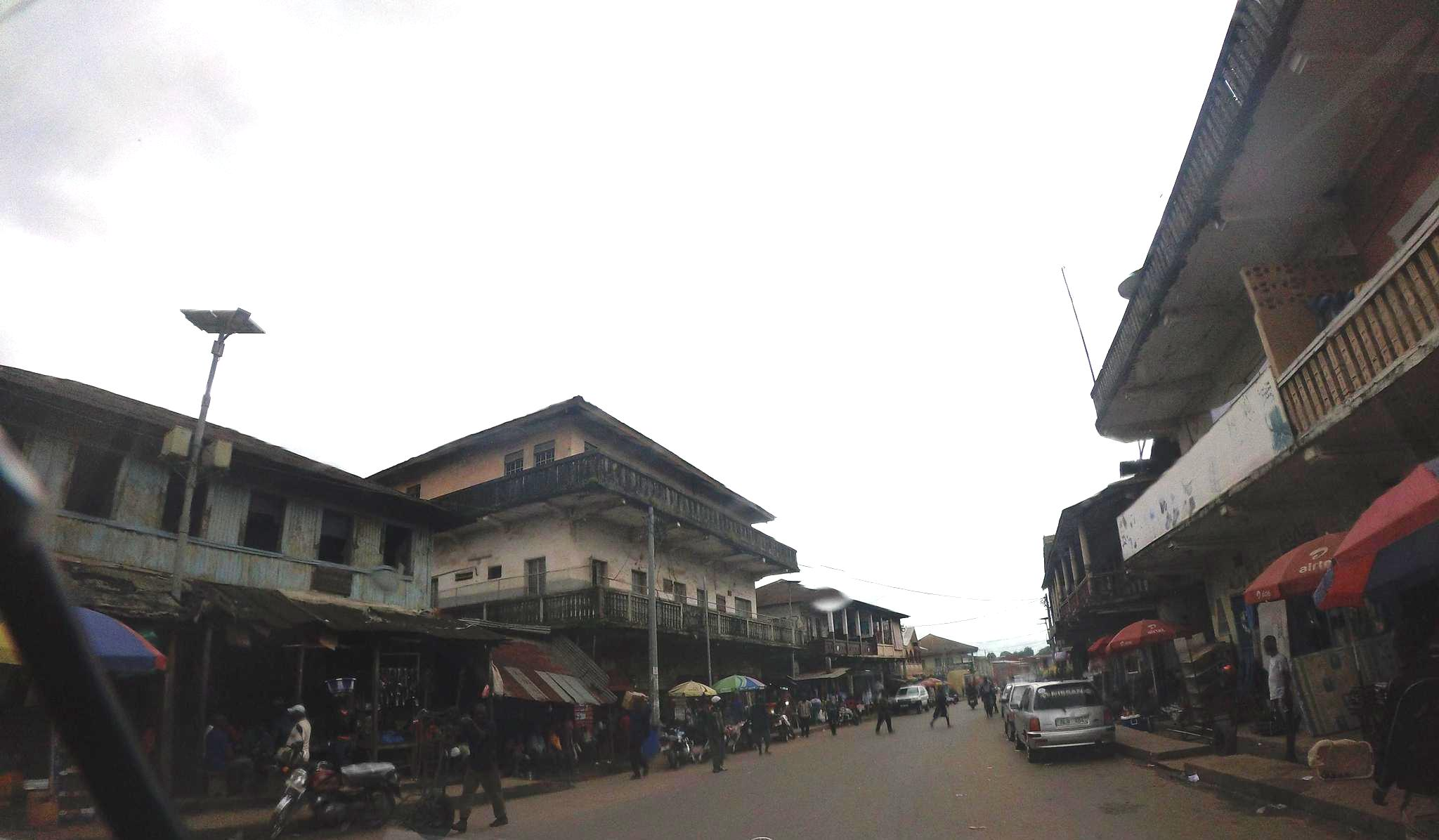
Horizon de la province du Nord

## Géographie
La frontière entre la Guinée et la Sierra Leone passe par le nord de la province.

## Districts
La province est divisée en 4 districts:
- District de Bombali
- District de Falaba
- District de Koinadugu
- District de Tonkolili